# جيريمي هورن
جيريمي هورن (بالإنجليزية: Jeremy Horn) هو فنان قتال مختلط أمريكي، ولد في 25 أغسطس 1975 في أوماها في الولايات المتحدة.

## وصلات خارجية
- الموقع الرسمي
- جيريمي هورن على موقع بوكس ريك (الإنجليزية) (registration required)
- جيريمي هورن على موقع يو إف سي (الإنجليزية)
- جيريمي هورن على موقع بيلاتور (الإنجليزية)
- جيريمي هورن على موقع شيردوغ (الإنجليزية)
- جيريمي هورن على موقع Tapology.com (الإنجليزية)
- جيريمي هورن على موقع IMDb (الإنجليزية)
- جيريمي هورن على موقع قاعدة بيانات الفيلم (الإنجليزية)